# Marcin Chrzanowski
Marcin Chrzanowski (ur. 13 marca 1939 w Tarnowie) – polski inżynier, profesor doktor habilitowany inżynier specjalizujący się w mechanice stosowanej i uszkodzeń oraz w reologii. Rektor Politechniki Krakowskiej w latach 2002–2005.

## Życiorys
Urodził się jako syn Stanisława (1899-1979), absolwenta Politechniki Lwowskiej, późniejszego wykładowcy Akademii Górniczo-Hutniczej im. Stanisława Staszica i Politechniki Krakowskiej, profesora specjalizującego się w gospodarce cieplnej.
W młodości tworzył wiersze i planował karierę artystyczną. Ostatecznie jednak dostał się na Politechnikę i studiował budownictwo lądowe, następnie został asystentem w Katedrze Matematyki. Pracował również na Akademii Górniczo-Hutniczej, ale karierę naukową związał z Politechniką, gdzie obrobił doktorat (1968) oraz habilitację (1973).
Zajmuje się badaniami wytrzymałości materiałów i bezpieczeństwa konstrukcji inżynierskich.
W 1988 został profesorem nadzwyczajnym, w 1993 profesorem zwyczajnym, a w 1999 został członkiem Royal Society of Arts and Science.
Był kierownikiem Katedry Wytrzymałości Materiałów Instytutu Mechaniki Budowli.
W latach 2002–2005 pełnił funkcję rektora Politechniki Krakowskiej.
W latach 1996–2012 był promotorem 2 prac doktorskich i recenzentem 3 prac habilitacyjnych.
Obecnie jest profesorem emerytowanym.

### Prace naukowo-badawcze
Kierował pracami badawczo-naukowymi:
- fizyczne podstawy mechaniki materiałów;
- wytrzymałość i odkształcalność materiałów z uwzględnieniem struktury materiału i czasu;
- prognozowanie trwałości konstrukcji w warunkach pełzania i korozji;
- trwałość konstrukcji w warunkach pełzania;
- prognozowanie trwałości konstrukcji w wysokich temperaturach i przy zmiennych obciążeniach;
- trwałość konstrukcji w warunkach pełzania;
- prognozowanie trwałości konstrukcji w wysokich temperaturach i przy zmiennych obciążeniach;
- metodyka określania trwałości konstrukcji w warunkach pełzania;
- doświadczalne podstawy mechaniki zniszczenia materiałów;
- podstawy mechaniki ciał anizotropowych;
- podstawy mikromechaniki procesów rozwoju uszkodzeń.

## Życie prywatne
Mieszka w Pękowicach koło Krakowa.

## Publikacje
- Marcin Chrzanowski, Paweł Latus, Reologia ciał stałych. Skrypt dla studentów wyższych szkół technicznych, Wydawnictwo Politechniki Krakowskiej 1995[9]
- Adam Bodnar, Marcin Chrzanowski, Paweł Latus, Reologia Konstrukcji Prętowych, Wydawnictwo Politechniki Krakowskiej 2006

Publikacje w prasie branżowej, zeszytach naukowych i materiałach konferencyjnych w języku polskim i angielskim.